# Klaus Lemke

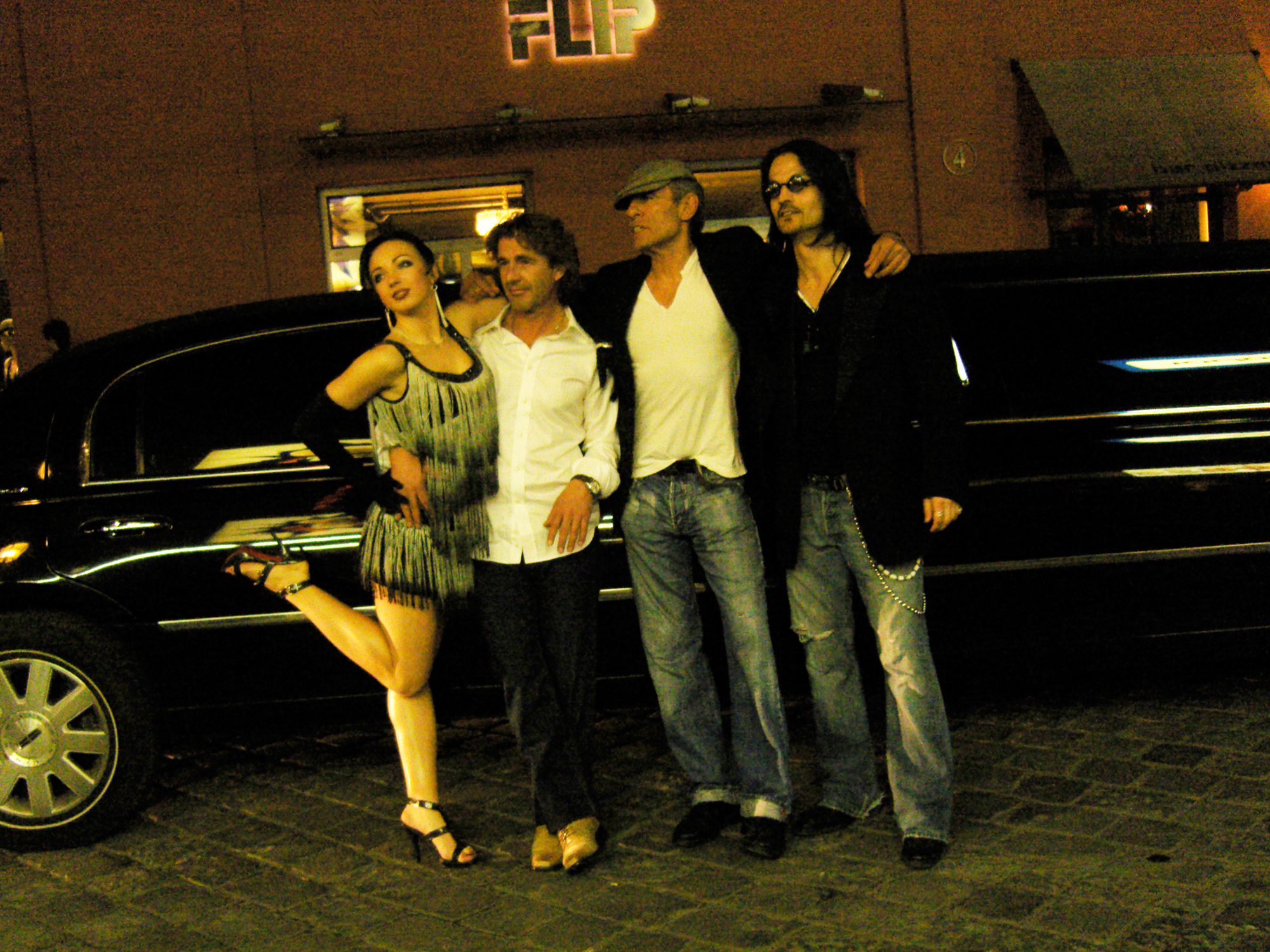
Klaus Lemke (2. v. r.) posiert mit Crewmitgliedern anlässlich der Premiere von Dancing with Devils (2009)

Klaus Lemke (* 13. Oktober 1940 in Landsberg an der Warthe; † 7. Juli 2022 in München) war ein deutscher Filmregisseur und Drehbuchautor.

## Leben
Lemke wuchs in Düsseldorf auf und arbeitete nach dem Abitur zunächst in Gelegenheitsjobs, unter anderem als Asphaltierer. Sein Studium der Kunstgeschichte und Philosophie in Freiburg brach er nach sechs Semestern ab. 1963 assistierte er als Theaterregisseur in Düsseldorf und an den Münchner Kammerspielen. 1965 entstand sein erster Kurzfilm. Lemkes erster Langfilm 48 Stunden bis Acapulco machte ihn 1967 bekannt. Sein Durchbruch gelang in den 1970er Jahren mit Filmen wie Rocker und Amore, der 1979 den Adolf-Grimme-Preis in Silber zugesprochen bekam. In den 1990er Jahren versuchte er mit Filmen wie Die Ratte an seine Erfolge anzuknüpfen.
Erst nach der Jahrtausendwende wurde Klaus Lemke wieder gewürdigt: 2009 erhielt er den Norddeutschen Filmpreis für Dancing with Devils, 2010 folgte der Münchner Filmpreis für seinen Film Schmutziger Süden. 2011 feierte der Film 3 Kreuze für einen Bestseller auf der Viennale in Wien und den Hofer Filmtagen Premiere. 2011 drehte er seinen ersten Film in Berlin – Berlin für Helden. „Es fühlt sich so an wie damals bei Rocker“, beschrieb er das Ergebnis.
Lemke drehte seine Filme meist mit Laiendarstellern. Er arbeitete hauptsächlich für das Fernsehen (WDR, ZDF). Einige seiner Werke sind in bayerischer Umgebung angesiedelt und benutzen intensiv die bairische Sprache, oft in effektvollem Kontrast zu ausgiebigem Anglizismus. Lemke gilt in diesem Zusammenhang als Entdecker von Cleo Kretschmer, Wolfgang Fierek und Dolly Dollar.
Bei der Verleihung des Filmpreises der Stadt München an Lemke 2010 sagte Dominik Graf in der Laudatio: „Ziemlich unangestrengt, so wie John Sebastian, das Hirn und die Stimme von Lovin’ Spoonful, – so singen Lemke-Filme ihre Stories wie Melodien. […] Sein Film ‚Rocker‘, das war für 1972 eine Zeitenwende, zunächst einmal für Lemke selbst.“ Vom neuen Kurator Christoph Gröner erhielt Lemke auf dem Filmfest München 2014 eine eigene Hommage-Sonderreihe, nachdem er dort lange Zeit keine Rolle gespielt hatte.
Seinen letzten öffentlichen Auftritt hatte der Regisseur am 24. Juni 2022 beim Münchner Filmfest, er starb zwei Wochen später im Alter von 81 Jahren in München. Klaus Lemke wurde auf dem Waldfriedhof von Freising (Grabgruppe BB, Baum 24 Nr. 163) beigesetzt.

## Schriften
- Auf die Regisseure kommt es an (1965); wieder in: Hans Helmut Prinzler, Eric Rentschler Hgg., Der alte Film war tot. Verlag der Autoren, Frankfurt 2001, ISBN 3-88661-232-5, S. 52–55

## Filmografie
- 1965: Kleine Front
- 1966: Henker Tom
- 1966: Ein Haus am Meer (Kurzfilm)
- 1967: 48 Stunden bis Acapulco
- 1967: Negresco****
- 1969: Der Kerl liebt mich – und das soll ich glauben? (Drehbuch)
- 1969: Brandstifter
- 1970: Mein schönes kurzes Leben
- 1970: Ein großer graublauer Vogel (Darsteller)
- 1971: Liebe, so schön wie Liebe
- 1971: Supergirl – Das Mädchen von den Sternen (Darsteller)
- 1972: Rocker
- 1973: Sylvie
- 1973: Okay S.I.R. – Der letzte Schrei (Darsteller)
- 1974: Paul
- 1975: Teenager-Liebe
- 1976: Idole
- 1977: Moto-Cross
- 1977: Sweethearts
- 1978: Amore
- 1978: Ein komischer Heiliger
- 1979: Der Allerletzte
- 1979: Arabische Nächte
- 1980: Flitterwochen
- 1981: Wie die Weltmeister
- 1982: Stadtwölfe (Der Kleine)
- 1986: Bibo’s Männer
- 1989: Ein verhexter Sommer
- 1991: Zockerexpreß
- 1993: Die Ratte
- 1995: Das Flittchen und der Totengräber
- 2000: Denk ich an Deutschland … – Die Leopoldstraße kills me (Doku)
- 2001: Never go to Goa
- 2002: Running Out of Cool
- 2003: Last Minute Jamaika
- 2005: 3 Minuten Heroes
- 2005: Träum weiter, Julia!
- 2005: Undercover Ibiza
- 2006: Die Quereinsteigerinnen (Darsteller)
- 2006: Finale
- 2006: Polizeiruf 110: Er sollte tot (Darsteller)
- 2008: Dancing with Devils
- 2010: Schmutziger Süden
- 2011: 3 Kreuze für einen Bestseller
- 2012: Berlin für Helden
- 2014: Kein großes Ding
- 2016: Unterwäschelügen
- 2017: Making Judith!
- 2018: Bad Girl Avenue
- 2018: Neue Götter in der Maxvorstadt
- 2020: Ein Callgirl für Geister
- 2021: Berlin Izza Bitch!
- 2022: Champagner für die Augen – Gift für den Rest

## Auszeichnungen
- 1968: Bambi für 48 Stunden bis Acapulco[7][8]
- 1979: Adolf-Grimme-Preis mit Silber für Amore
- 2007: Schwabinger Kunstpreis
- 2009: Norddeutscher Filmpreis (Kategorie Bester Fernsehfilm) für Dancing with Devils[9]
- 2010: Filmpreis der Landeshauptstadt München für Schmutziger Süden[10]